# Judaísmo del Segundo Templo
El judaísmo del Segundo Templo se refiere al judaísmo tal y como se desarrolló en el período del Segundo Templo, entre la construcción del Segundo Templo en Jerusalén, c. 515 a. C., y su destrucción por los romanos en el 70 d. C. La aparición de múltiples corrientes religiosas, así como extensos desarrollos culturales, religiosos y políticos entre los judíos marcan al período del Segundo Templo, durante el cual se evidenció el desarrollo del canon de la Biblia hebrea, el surgimiento de la sinagoga, las expectativas apocalípticas judías para el futuro y el surgimiento del cristianismo como una religión separada.
Según la tradición judía, la profecía auténtica (en hebreo: נְבוּאָה,‎, romanizado: Nevu'ah) cesó durante los primeros años del período del Segundo Templo. Esto dejó a los judíos sin su versión de la guía divina en una época en la que se sentían en inmensa necesidad de apoyo y dirección.Bajo el gobierno helenístico, la creciente helenización del judaísmo se convirtió en una fuente de resentimiento entre los tradicionalistas judíos, que se aferraron a creencias monoteístas estrictas. Oposición a la influencia helenística en las prácticas religiosas y culturales judías fue una de las causas principales de la revuelta de los macabeos contra el imperio seléucida. Tras el establecimiento de la dinastía asmonea, el judaísmo tradicional fue reafirmado por los macabeos a lo largo de la Tierra de Israel a medida que expandían su territorio independiente. Durante los años posteriores del período del Segundo Templo se apreció el desarrollo de varias ideas mesiánicas judías. Entre c. 170 a. C. y 30 d. C., cinco generaciones sucesivas de los zugot estuvieron a cargo de los asuntos espirituales judíos. Fue durante este período que se formaron varias facciones, tales como los fariseos, saduceos, esenios, zelotes y jesuanos.

## Historia

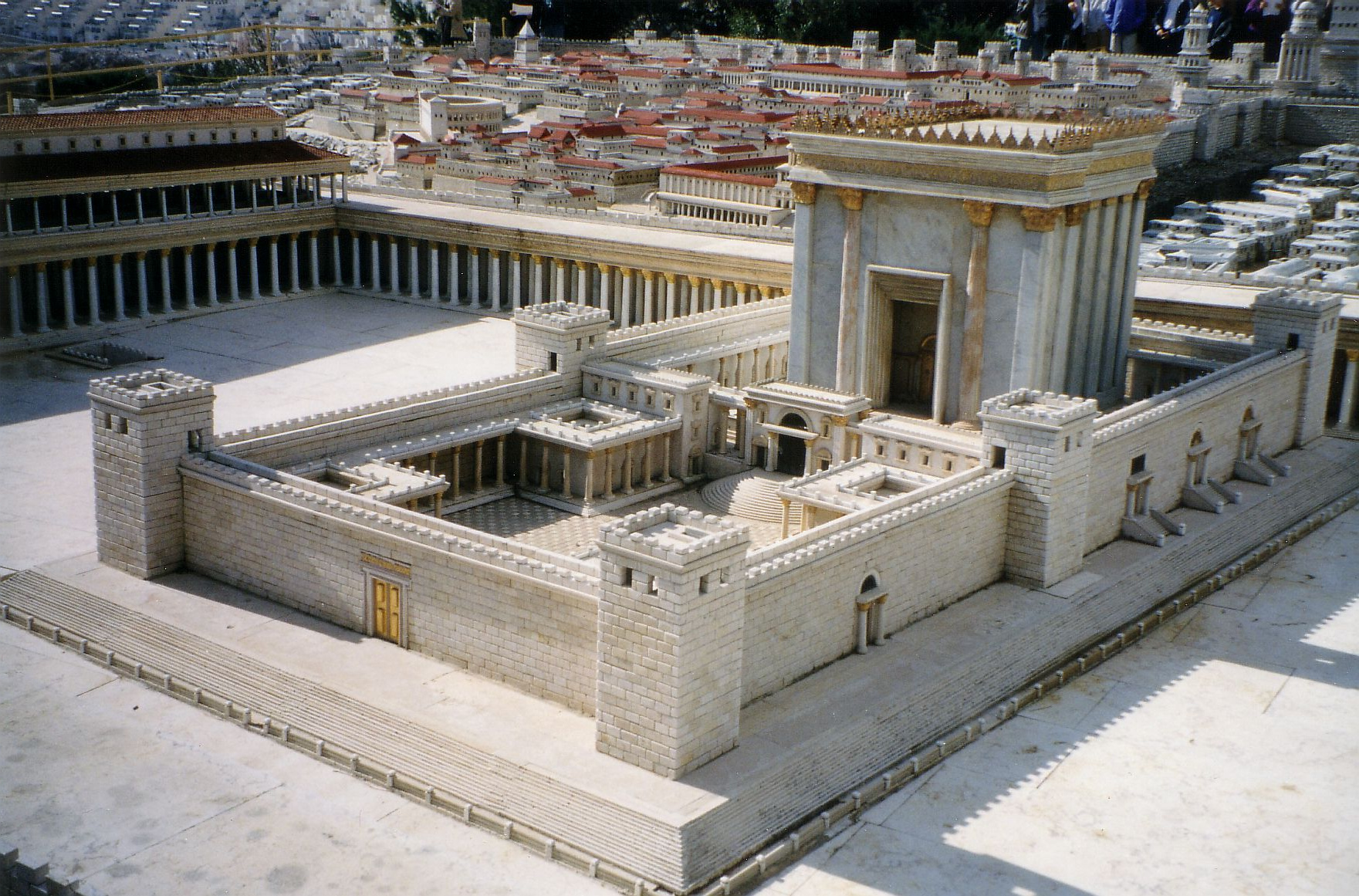
Reconstrucción moderna del Segundo Templo de Jerusalén después de su renovación durante el reino de Herodes el Grande.

### Períodos
(Nota: las fechas y períodos son en muchos casos aproximados y/o convencionales)
- Exilio en Babilonia, 586–539 a. C.
- Persa, 539–333 a. C.
- Helenístico, 333-164 a. C.
  - Ptolemaico, 301-200 a. C.
  - Seléucida, 200-164 a. C.
- Hasmoneo, 164–63 a. C.
- Romano, 63 a. C.-70 d. C.

### Judea y Jerusalén
El período del Primer Templo terminó en 586 a. C. cuando el rey babilónico Nabucodonosor capturó Jerusalén, destruyó el Templo de Salomón y deportó a la élite de la población a Babilonia (el «exilio babilónico»). En 539 a. C., la propia Babilonia cayó en manos del conquistador persa Ciro y en 538 a. C. se permitió a los exiliados regresar a Yehud Medinata, como se conocía a la provincia persa de Judá. Comúnmente se sitúa la reconstrucción del Templo por Zorobabel en el período 520-515 a. C., pero parece probable que esta sea una fecha artificial elegida para que se pueda decir que han pasado 70 años entre la destrucción y la reconstrucción, cumpliendo una profecía de Jeremías.
El final del período persa se fecha convencionalmente a partir de la conquista de la costa mediterránea por Alejandro Magno en 333-332 a. C. Su imperio se desintegró después de su muerte y Judea, incluyendo Jerusalén, cayó en manos de los Ptolomeos, los descendientes de uno de los generales de Alejandro que gobernaba Egipto. En 200 a. C., Israel y Judea fueron conquistados por los seléucidas, los descendientes de otro general griego que gobernaba Siria. Alrededor del 167 a. C., por razones que siguen siendo oscuras, el rey seléucida Antíoco IV Epífanes intentó suprimir el culto judío; esto provocó una revuelta judía (la revuelta macabea) que finalmente condujo al fin efectivo del control griego sobre Jerusalén.

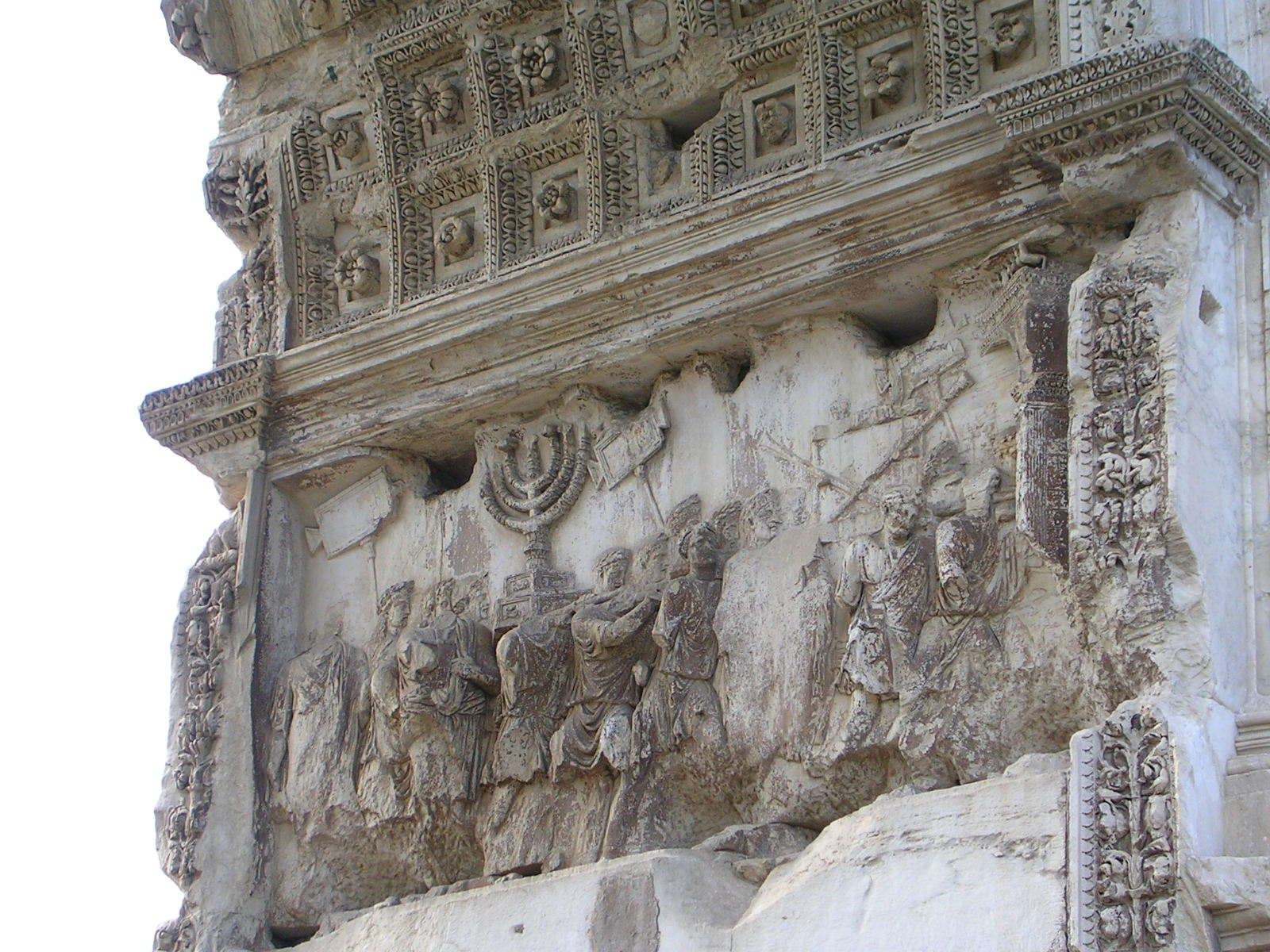
El candelabro de los siete brazos figura entre los expolios del Templo de Jerusalén. Relieve del Arco de Tito, Roma.

La Judea asmonea era un reino cliente de los romanos y en el siglo I a. C. los romanos los reemplazaron por primera vez con su protegido Herodes el Grande y, a la muerte de Herodes en el año 6 d. C., convirtieron a Judea en una provincia bajo el dominio directo de Roma. Los fuertes impuestos bajo los romanos y la insensibilidad hacia la religión judía llevaron a la revuelta (la primera guerra judeo-romana, 66-73 d. C.); en 70 d. C., el general romano (y luego emperador) Tito capturó Jerusalén y destruyó el Templo, poniendo fin al período del Segundo Templo.

### La diáspora
Los judíos exiliados en Babilonia no eran esclavos ni prisioneros, ni fueron maltratados, y cuando los persas les dieron permiso para regresar a Jerusalén, la mayoría eligió quedarse donde estaban. Ellos y sus descendientes formaron la diáspora, una gran comunidad de judíos que vivían fuera de Judea, y Josefo, historiador judeoromano del siglo I, informó que había más judíos en Siria (es decir, el antiguo Imperio seléucida) que en cualquier otra tierra. También hubo una diáspora egipcia significativa, aunque los judíos de Egipto eran inmigrantes, no deportados, «[...] atraídos por la cultura helenística, deseosos de ganarse el respeto de los griegos y adaptarse a sus costumbres». La diáspora egipcia tardó en desarrollarse, pero en el período helenístico llegó a sobrepasar en importancia a la comunidad babilónica. Además de estos centros importantes, existían comunidades judías en todo el mundo helenístico y (posteriormente) romano, desde el norte de África hasta Asia Menor y Grecia y en la propia Roma.

### Los samaritanos
La separación entre los judíos de Jerusalén y los de Samaria fue un proceso largo y prolongado. Durante la mayor parte del período del Segundo Templo, Samaria fue más grande, más rica y más poblada que Judea; hasta alrededor de 164 a. C., probablemente había más samaritanos que judíos viviendo en Palestina. Tenían su propio templo en el monte Gerizim (cerca de Siquem) y se consideraban a sí mismos como el único Israel verdadero, el remanente que quedó cuando Israel fue engañado por el sacerdote Elí para que dejara Gerizim y adorara en Jerusalén. Los judíos del Segundo Templo los consideraban conversos extranjeros y descendientes de matrimonios mixtos y, por lo tanto, de sangre impura. Las relaciones entre las dos comunidades fueron a menudo tensas, pero la ruptura definitiva data de la destrucción del templo de Gerizim y de Siquem por el rey hasmoneo Juan Hircano a finales del siglo II a. C.; antes de eso, parece que los samaritanos se consideraban a sí mismos como parte de la comunidad judía más amplia, pero luego denunciaron el templo de Jerusalén como completamente inaceptable para Dios.

## Literatura

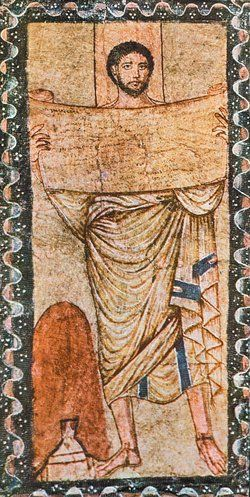
Ezra leyendo la Ley (Dura-Europos, mediados del).

En las últimas décadas, el consenso entre los eruditos bíblicos es considerar que gran parte de la Biblia hebrea fue reunida, revisada y editada en el siglo V a. C., para reflejar las realidades y desafíos de la era persa. Los retornados tenían un interés particular en la historia de Israel: la Torá escrita (los libros de Génesis, Éxodo, Levítico, Números y Deuteronomio), por ejemplo, puede haber existido en varias formas durante la Monarquía (el período de los reinos de Israel y Judá) pero, siguiendo la hipótesis documentaria, fue durante el período del Segundo Templo cuando se editó y revisó en algo parecido a su forma actual; y las Crónicas, una historia escrita nueva en este momento, refleja las preocupaciones del Yehud persa en su enfoque casi exclusivo en Judá y el Templo.
Las obras proféticas también fueron de particular interés para los autores de la era persa, ya que algunas obras se compusieron en este momento (los últimos diez capítulos de Isaías y los libros de Hageo, Zacarías, Malaquías y quizás Joel) y los profetas más antiguos fueron editados y reinterpretados. La formación del corpus de los libros de Sabiduría vio la composición de Job, partes de Proverbios y posiblemente Eclesiastés, mientras que este momento se le dio al libro de los Salmos su forma moderna y se dividió en cinco partes (aunque la colección continuó siendo revisada y ampliada durante mucho tiempo, en la época helenística e incluso la romana).
En el período helenístico, las Escrituras fueron traducidas al griego por los judíos de la diáspora egipcia, quienes también produjeron una rica literatura propia que abarcaba poesía épica, filosofía, tragedia y otras formas. Se sabe menos de la diáspora babilónica, pero el período seléucida produjo obras como los relatos de la corte del libro de Daniel (los capítulos 1-6 de Daniel; los capítulos 7-12 fueron una adición posterior) y los libros de Tobías y Ester. Los judíos orientales también fueron responsables de la adopción y transmisión de la tradición apocalíptica babilónica y persa observada en Daniel.

## La comunidad hebrea y la adoración

### Israel como una comunidad santa
La Biblia hebrea representa las creencias de solo una pequeña porción de la comunidad israelita, los miembros de una tradición que insistía en el culto exclusivo de YHWH, quienes recopilaron, editaron y transmitieron los textos bíblicos, y consideraron su misión en un regreso a Jerusalén donde pudieran imponer su visión de la pureza genealógica, el culto ortodoxo y la ley codificada a la población local. En las primeras etapas del período persa, los retornados insistieron en una separación estricta entre ellos («Israel») y los judíos que nunca habían ido al exilio («cananeos»), hasta el punto de prohibir los matrimonios mixtos; esto se presentó en términos de pureza religiosa, pero pudo existir una preocupación práctica por la propiedad de la tierra.
El concepto del pueblo judío como pueblo elegido por Dios dio lugar a innumerables movimientos de ruptura, cada uno de los cuales declaró que solo ellos representaban la santidad judía; el ejemplo más extremo fue la secta de Qumrán (los esenios), pero el cristianismo primitivo también comenzó como una secta judía que se consideraba a sí misma como el «verdadero Israel».

### Judaísmo textual: sacerdotes y escribas
El judaísmo del Segundo Templo no se centró en las sinagogas, que comenzaron a aparecer solo en el siglo III a. C., sino en la lectura y el estudio de las Escrituras, en el Templo mismo y en un ciclo de sacrificio continuo de animales. La Torá, o Ley ritual, también era importante, y los sacerdotes del Templo eran responsables de enseñarla, pero el concepto de Escritura se desarrolló lentamente. Si bien la Torá escrita (el Pentateuco) y los Profetas fueron aceptados como autoritativos en el siglo I, más allá de este núcleo, los diferentes grupos judíos continuaron aceptando diferentes grupos de libros como autoritativos.

### El sacerdocio y la autonomía de Yehud
El sacerdocio sufrió cambios profundos con el Segundo Templo. Bajo el Primer Templo, el sacerdocio había estado subordinado a los reyes, pero en el Segundo Templo, con la monarquía e incluso el Estado ya no disponibles, se volvieron independientes. El sacerdocio bajo el Sumo Sacerdote (una posición en gran parte desconocida en épocas anteriores) se convirtió en la autoridad gobernante, convirtiendo a la provincia de Yehud en cierto sentido en una teocracia, aunque parece poco probable que tuviera más autonomía de la típica del Imperio persa como un todo. En el período helenístico, el Sumo Sacerdote continuó desempeñando un papel vital, con obligaciones tanto cívicas como de culto, y el cargo alcanzó su apogeo bajo los hasmoneos, que se hicieron a sí mismos sacerdotes-reyes. Tanto Herodes como los romanos redujeron severamente la importancia del cargo, nombrando y destituyendo a los sumos sacerdotes para satisfacer sus propósitos.

## Corrientes intelectuales

### Monoteísmo

El tetragrámaton en paleohebreo (a 135 d. C.), arameo antiguo (a) y hebreo moderno (al presente).

Existió una fuerte ruptura entre la antigua religión israelita y el judaísmo del Segundo Templo. El Israel anterior al exilio era politeísta; Asera probablemente fue adorada como consorte de YHWH, dentro de sus templos en Jerusalén, Betel y Samaria, y también se adoraba a una diosa llamada Reina del Cielo, probablemente una fusión de Astarté y la diosa mesopotámica Ishtar. Baal y YHWH coexistieron en el período temprano, pero fueron considerados irreconciliables después del siglo IX a. C. El culto solamente a YHWH, la preocupación de un pequeño partido en el período monárquico, solo ganó predominio en el exilio y el período post-exílico temprano, y fue entonces recién cuando se negó la existencia misma de otros dioses.

### El mesianismo y el fin de los tiempos
El período persa vio el desarrollo de la expectativa en un futuro rey humano que gobernaría al Israel purificado como representante de Dios al final de los tiempos, es decir, un Mesías. Los primeros en mencionar esto fueron Hageo y Zacarías, ambos profetas del período persa temprano. Vieron al mesías en Zorobabel, un descendiente de la Casa de David que pareció, brevemente, estar a punto de restablecer la antigua línea real, o en Zorobabel y el primer Sumo Sacerdote, Josué (Zacarías escribe sobre dos mesías, uno real y otro sacerdotal). Estas primeras esperanzas se frustraron (Zorobabel desapareció del registro histórico, aunque los Sumos Sacerdotes continuaron descendiendo de Josué), y de ahí en adelante hay meras referencias generales a un Mesías de (es decir, descendiente de) David.

### La Sabiduría y la Palabra
Sabiduría, hokmah, implicaba el aprendizaje adquirido por el estudio y la educación formal: «los que saben leer y escribir, los que se han dedicado al estudio y los que conocen la literatura, son los sabios por excelencia». La literatura asociada con esta tradición incluye los libros de Job, Salmos, Proverbios, Eclesiastés, Cantar de los Cantares, Ben Sirá y la Sabiduría de Salomón, los denominados libros sapienciales.

## El surgimiento del cristianismo

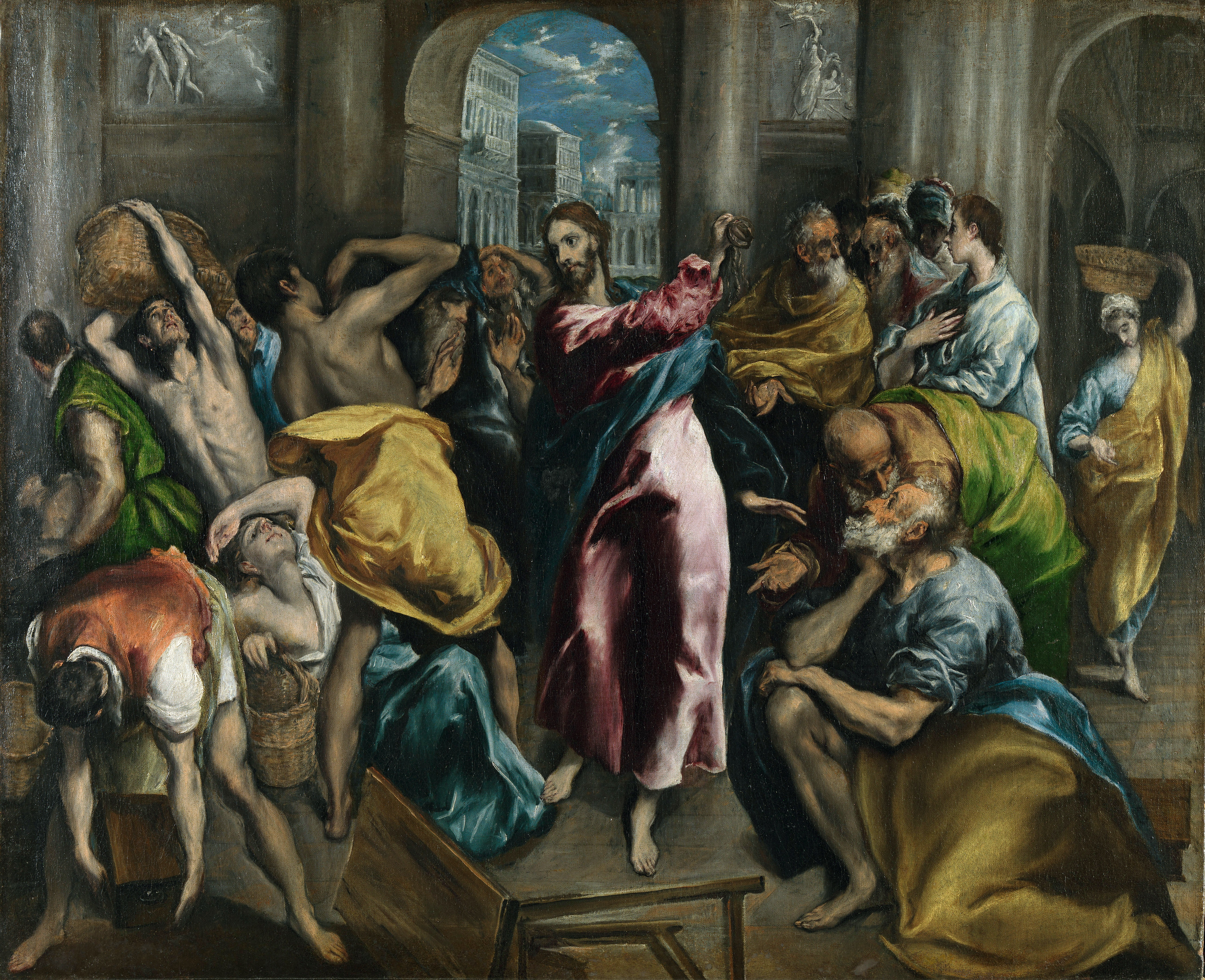
Cristo expulsa a los mercaderes del Templo, del Greco, 1600.

El cristianismo primitivo surgió dentro del judaísmo plural del Segundo Templo durante el siglo I, siendo la diferencia clave la creencia cristiana de que Jesús era el Mesías judío resucitado. La idea de dos mesías, uno sufriendo y el segundo cumpliendo el papel mesiánico tradicional, era normal en el judaísmo antiguo y, de hecho, era anterior a Jesús. Alan Segal señala que «se puede hablar de un ‹nacimiento simultáneo› de dos nuevos judaísmos, ambos marcadamente diferentes de los sistemas religiosos que les precedieron. El judaísmo rabínico y el cristianismo no solo eran mellizos religiosos; sino que, como Jacob y Esaú, los hijos gemelos de Isaac y Rebeca, lucharon en el útero, preparando el escenario para la vida después de la matriz».
Los primeros cristianos (los discípulos o seguidores de Jesús) eran esencialmente todos judíos o prosélitos judíos. En otras palabras, Jesús era judío, predicó al pueblo judío y llamó dentro de él a sus primeros discípulos. Los cristianos judíos consideraban el «cristianismo» como una afirmación de todos los aspectos del judaísmo contemporáneo, con la adición de una creencia adicional: Jesús era el Mesías. Las doctrinas de los apóstoles de Jesús pusieron a la Iglesia primitiva en conflicto con las autoridades religiosas judías (p. ej., los registros de Hechos de los Apóstoles señalan las disputas sobre la resurrección de los muertos, que fue rechazada por los saduceos), y más tarde posiblemente condujo a la expulsión de los cristianos de las sinagogas.
Mientras que el marcionismo rechazó toda la influencia judía en el cristianismo, el cristianismo proto-ortodoxo retuvo algunas de las doctrinas y prácticas del judaísmo del siglo I mientras rechazaba otras. Sostuvieron que las Escrituras judías eran autoritativas y sagradas, empleando sobre todo las traducciones como la Septuaginta o los Tárgum, y adicionaron otros textos para formar el canon del Nuevo Testamento. El bautismo cristiano fue otra continuación de una práctica judía.
Mientras que por un lado Jesús y los primeros cristianos fueron todos étnicamente judíos, los judíos en general continuaron rechazando a Jesús como el Mesías. Esto fue una fuente de vergüenza para la Iglesia y afectó la relación del cristianismo primitivo con el judaísmo y las tradiciones paganas circundantes. El polemista anticristiano Celso criticó a los cristianos por abandonar su herencia judía mientras afirmaban conservarla. Para el emperador Juliano, el cristianismo era simplemente una apostasía del judaísmo. Estos factores endurecieron las actitudes cristianas hacia los judíos.